# BMP (format fișier)
Formatul de fișier BMP (en. Bitmap - hartă de biți), cunoscut de asemenea și ca fișier imagine Bitmap sau formatul de fișier DIB (en. Device Independent Bitmap - „bitmap” independent de dispozitiv) sau pur și simplu Bitmap, este un format de fișier imagine de tip rastru folosit pentru a stoca imagini digitale independent de dispozitivul de afișare (cum ar fi un adaptor grafic) în special pe sistemele de operare Microsoft Windows și OS/2.
Formatul de fișier BMP este capabil de a stoca imagini digitale bidimensionale de lățime, înălțime și rezoluție arbitrare, monocrome sau color, de variate profunzimi ale culorii iar opțional cu comprimare de date, canale alfa și profile de culoare.

## Antet
Secvențele posibile ce identifică formatul BMP sunt:
| Ofset # | Dimensiune (octet) | Valoare (hex)             | Descriere                                                                   |
| ------- | ------------------ | ------------------------- | --------------------------------------------------------------------------- |
| 0       | 2                  | 42 4D                     | Primii doi octeți identifică formatul fișierului                            |
| 2       | 4                  | 00 00 – FF FF             | Dimensiunea imaginii desenate pe doi octeți.                                |
| 6       | 2                  | Rezervați                 | Rezervați. Octeți completați de aplicația software.                         |
| 8       | 2                  | Rezervați                 | Rezervați. A doua serie extinsă de octeți completată de aplicația software. |
| 10      | 4                  | 00 00 00 0A – FF FF FF FF | Începutul datelor propriu-zise (raw), unde se stochează imaginea.           |
| 0Ax     | 1                  | 00x – FFx                 | Primul octet.                                                               |
| 0Ax + 1 | 1                  | 00x – FFx                 | Al doilea octet.                                                            |
| EOF − 1 | 1                  | 00x – FFx                 | Ultimul octet.                                                              |

## Declararea unei matrice de date tip BMP înC++
| C++ # \|- #include <stdint.h> struct bmpfile_magic { unsigned char magic[2]}; struct bmpfile_header { uint32_t filesz; uint16_t creator1; uint16_t creator2; uint32_t bmp_offset;}; |
| --- |